# Parigi (Emis Killa)
Parigi è un singolo del rapper italiano Emis Killa, pubblicato il 14 ottobre 2016 come quinto estratto dal terzo album in studio Terza stagione.

## Descrizione
Il brano è stato scritto dallo stesso Emis Killa, che in un primo momento doveva anche cantarne il ritornello, ma poi decise di farlo cantare al cantautore italiano Neffa, poiché a detta del rapper, cantato da lui era «meno forte».
Il pezzo tratta di una storia d'amore finita da non molto dove il rapper interpreta un ragazzo lontano dalla donna che ama, che proprio non riesce a trovare un posto nel mondo che metta a tacere le sue ansie. Il rapper ha dichiarato di aver voluto parlare di Parigi nel singolo poiché è una città a cui è particolarmente affezionato e rappresentava come si sentiva quando fece la canzone.

## Tracce
Testi e musiche di Emiliano Rudolf Giambelli.
1. Parigi – 3:10

## Classifiche
| Classifica (2016) | Posizione massima |
| ----------------- | ----------------- |
| Italia            | 72                |